# Vivaldi (navigateur web)
Pour les articles homonymes, voir Vivaldi (homonymie).
Vous pouvez aider à l'améliorer ou bien discuter des problèmes sur sa page de discussion.
- Il n’est pas rédigé dans un style encyclopédique. (Marqué depuis novembre 2018)

Vivaldi est un navigateur web propriétaire disponible sur Windows, MacOS, IOS, Linux, Android et Android Automotive, développé depuis 2015 par l’entreprise norvégienne Vivaldi Technologies, fondée par le co-créateur d'Opera, Jon Stephenson von Tetzchner. Il est construit sur Chromium.

## Histoire
Vivaldi commence comme communauté en ligne pour remplacer My Opera (en), arrêté par Opera en mars 2014.
Dans une interview, Jon Stephenson von Tetzchner déclare que la création de Vivaldi est une réaction à l'arrêt d'Opera.
Jon Stephenson von Tetzchner fonde Vivaldi Technologies.
Le 27 janvier 2015, Vivaldi Technologies lance le navigateur web. 
Le navigateur vise les technophiles, les utilisateurs intensifs d'internet et les précédents utilisateurs du navigateur Opera en désaccord avec la transition vers Opera 15, qui a retiré de nombreuses fonctionnalités populaires. Vivaldi vise à raviver les anciennes fonctionnalités d'Opera 12 et à en introduire de nouvelles, plus innovantes. Le navigateur est mis à jour régulièrement et a gagné en popularité depuis sa première préversion sortie le 27 janvier 2015. Publiée le 26 septembre 2018, la version 2.0 du navigateur y apporte de nombreuses fonctionnalités, dont la synchronisation des données de l'utilisateur sur les serveurs de Vivaldi, chiffrés de bout en bout.

## Fonctionnalités

Animation dans les paramètres de Vivaldi pour ouvrir un nouvel onglet (Raccourci souris).

Vivaldi propose plusieurs outils intégrés :
- un client de messagerie[14] ;
- un lecteur de flux RSS[14].

Par défaut, l'interface est colorisée avec la couleur dominante du site visité. L'interface est affichée à l'aide du moteur de rendu HTML Blink.
Vivaldi partage les fonctionnalités de base du moteur Chromium.
Le logiciel dispose d'une mise à jour incrémentielle.